# Lonicera hypoleuca
Lonicera hypoleuca är en kaprifolväxtart som beskrevs av Joseph Decaisne. Lonicera hypoleuca ingår i släktet tryar, och familjen kaprifolväxter. Utöver nominatformen finns också underarten L. h. glabrata.